# 利蒙 (洪都拉斯)

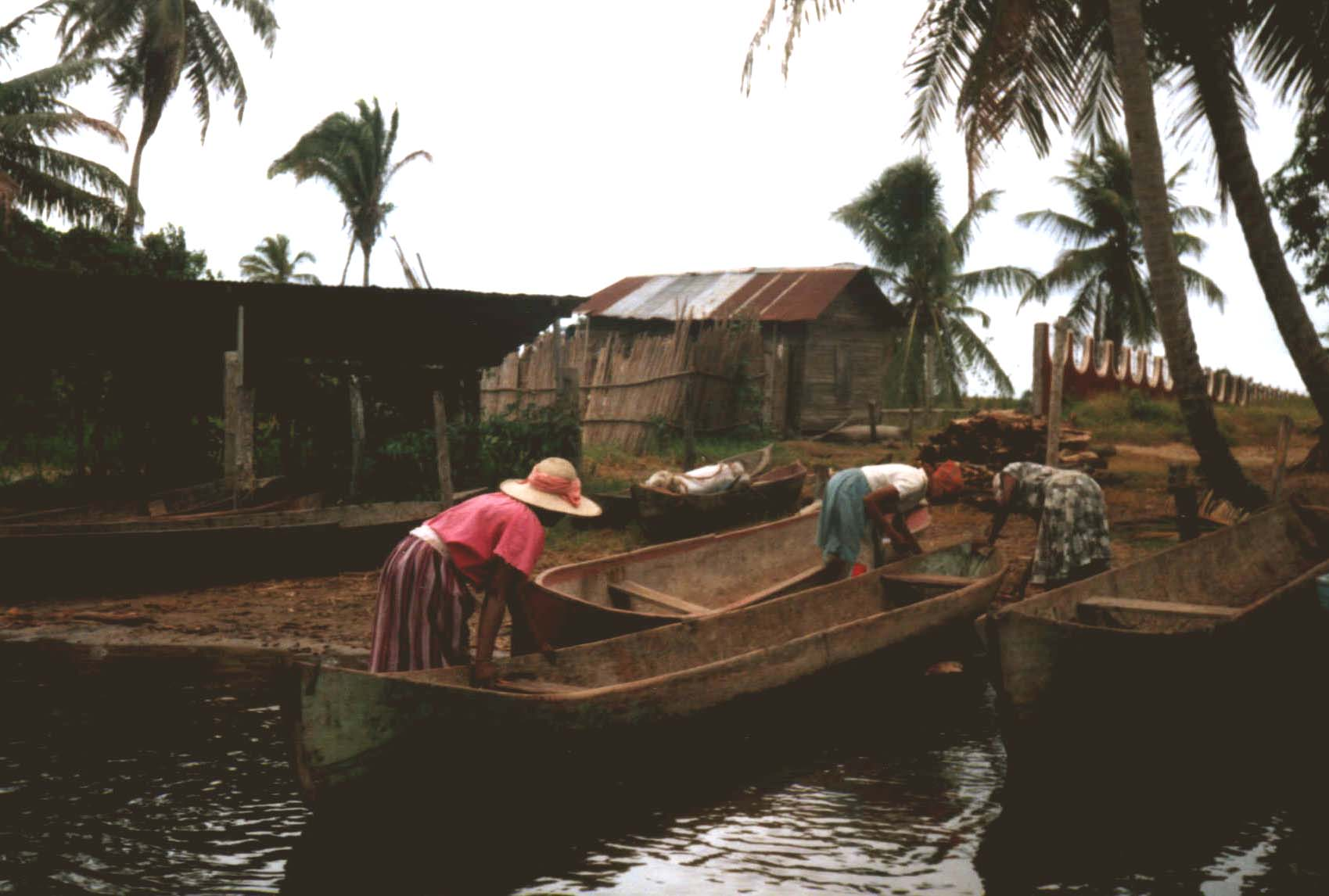
利蒙

利蒙（西班牙語：Limón），是洪都拉斯的城鎮，位於該國東部，由科隆省負責管轄，面積643.40平方公里，海拔高度0米，2001年人口8,331，該鎮人口密度每平方公里12.95人。